# Diplôme européen des espaces protégés
Le diplôme européen des espaces protégés est un outil d'application de la stratégie européenne pour la biodiversité. 
Il est depuis 1965 attribué (pour 5 ans, sur la base d'un règlement) à des espaces naturels ou semi-naturels protégés « en raison de qualités remarquables du point de vue scientifique, culturel ou esthétique, à condition toutefois que ces espaces bénéficient également d’un régime de protection adéquat, éventuellement associé à des programmes de développement durable... »
Début 2008, plus de 69 sites ont reçu ce label, dans 25 pays. 
Chaque site doit répondre à 3 types de critères, et la délivrance du diplôme peut être associé à des recommandations et exigences.
Ce diplôme complète d'autres dispositifs, dont :
- le réseau écologique paneuropéen (econet : Ecological Network)
- le  réseau émeraude
- la mise en réseau des sites patrimoniaux Natura 2000.
- une coopération avec les autres réseaux d'espaces protégés dans le monde ou localement en Europe.